# Siarkowodór
Siarkowodór (sulfan), H2S – nieorganiczny związek chemiczny z grupy wodorków kowalencyjnych, połączenie siarki i wodoru. W warunkach normalnych jest bezbarwnym, palnym gazem, którego silny, charakterystyczny zapach zgniłych jaj jest wyczuwalny w bardzo niewielkich stężeniach. Jest silnie toksyczny, wdychany w stężeniu ok. 750 mg/m3 w ciągu kilku minut prowadzi do zgonu.
Jest odczynnikiem charakterystycznym dla II grupy kationów w analizie jakościowej związków nieorganicznych.
Polską nazwę wprowadził Filip Neriusz Walter.

## Właściwości
Dość dobrze rozpuszcza się w wodzie (3,4 obj. H
2S na 1 obj. H
2O w 0 °C), a jego wodny roztwór zwany jest „wodą siarkowodorową”, która jest bardzo słabym kwasem beztlenowym (kwas siarkowodorowy, pKa1 = 7,05). Siarkowodór spala się w powietrzu do dwutlenku siarki (SO
2) lub wolnej siarki (w niskiej temperaturze i przy niedostatecznym dopływie tlenu).

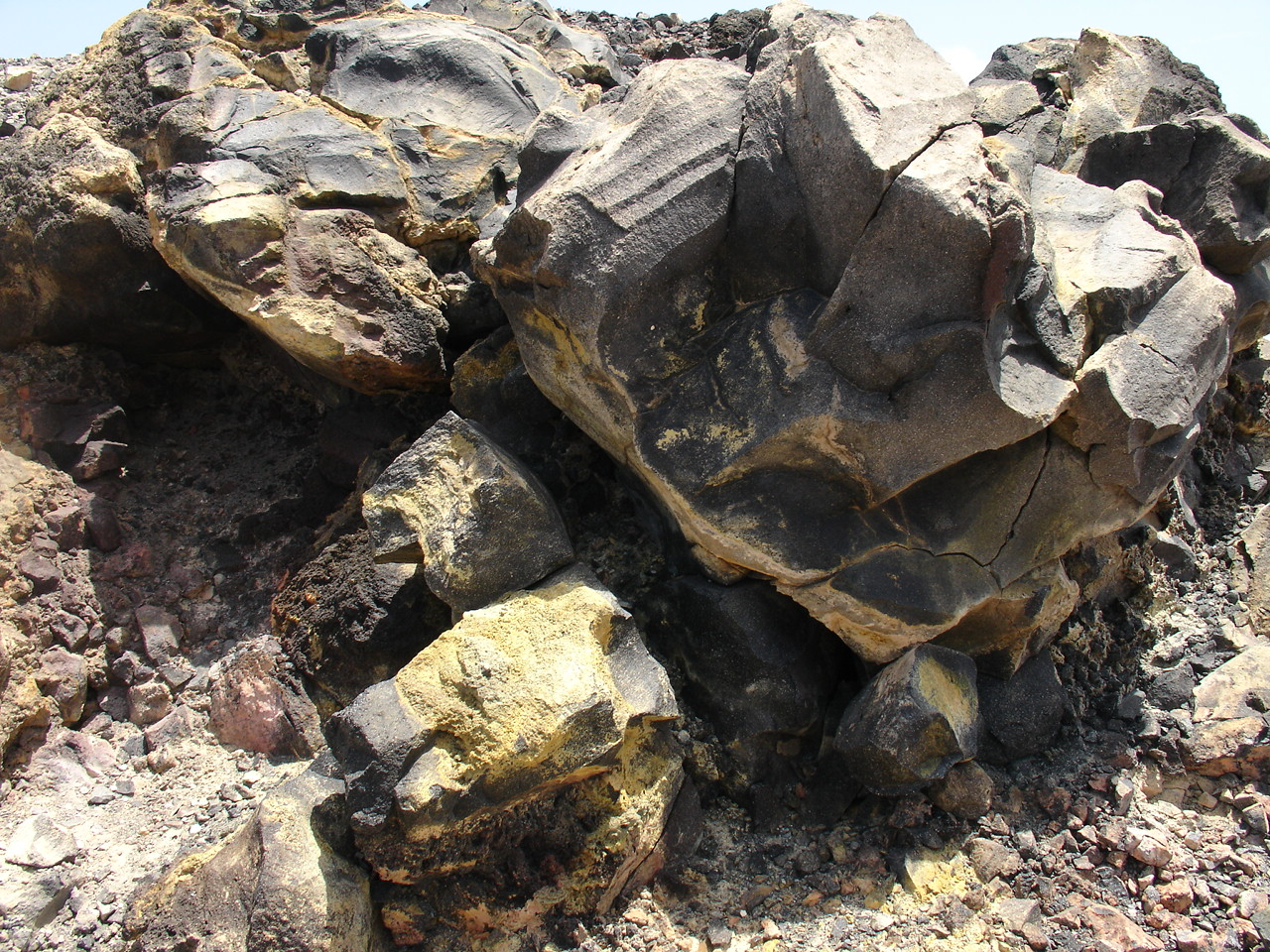
Osad siarki na skale powstający przy wydobywaniu się siarkowodoru z wnętrza wulkanu

## Otrzymywanie i źródła
Metody otrzymywania siarkowodoru:
- syntezę bezpośrednią z wodoru i siarki w stanie gazowym (600 °C);
- w wyniku ogrzewania parafiny zmieszanej z siarką w stosunku masowym 2:1;
- działanie na siarczek żelaza(II) rozcieńczonym kwasem solnym, np. z wykorzystaniem aparatu Kippa:

FeS + 2HCl → FeCl
2 + H
2S↑;
- hydroliza siarczku glinu:

Al
2S
3 + 6H
2O → 2Al(OH)
3 + 3H
2S↑.
W naturze występuje w wyniku rozkładu beztlenowego białek, w niektórych wodach mineralnych oraz w gazach wulkanicznych. Towarzyszy także złożom ropy naftowej. Duże stężenie siarkowodoru w głębinach niektórych mórz powoduje zanik życia, choć występują bakterie, których procesy metaboliczne są oparte na wchłanianiu siarkowodoru zamiast tlenu. Siarkowodór zalega także nad powierzchnią szamba, w kanałach zbiornikach odpadowych, co stało się przyczyną śmiertelnych wypadków z udziałem osób nieświadomych jego trujących właściwości. Siarkowodór powstaje w niewielkich ilościach w przewodzie pokarmowym w wyniku rozkładu białek zawierających siarkę i jest jedną z przyczyn nieprzyjemnego zapachu gazów jelitowych.

## Wpływ na organizm
Niewielkie ilości siarkowodoru powstają w żywych komórkach. Spowalnia metabolizm komórkowy, uruchamiając mechanizmy prowadzące do stanów przypominających hibernację.
Ze środowiska zewnętrznego wchłaniany jest głównie przez płuca i nieznacznie przez skórę. Wydalany jest częściowo w stanie niezmienionym tą samą drogą, a częściowo jest przekształcany do tlenków siarki oraz kwasu siarkowego wydalanych w moczu.
Próg wyczuwalności w powietrzu od 0,0007 do 0,2 mg/m³. Powyżej 4 mg/m³ zapach jest odczuwany jako bardzo silny, jednak przy stężeniach przekraczających 300 mg/m³ staje się niewyczuwalny z powodu natychmiastowego porażenia nerwu węchowego. Siarkowodór jest silnie trujący. Jako stężenie niebezpieczne dla zdrowia przyjmuje się 6 mg/m³. Stężenie 100 mg/m³ powoduje uszkodzenie wzroku, natomiast przy stężeniu powyżej 1 g/m³ śmierć może nastąpić już w wyniku zaczerpnięcia jednego oddechu. Niebezpieczeństwo zatrucia siarkowodorem zachodzi m.in. podczas prac związanych z opróżnianiem szamba, wierceniem i kopaniem studni, wchodzeniem do studni, studzienek kanalizacyjnych lub niewentylowanych korytarzy podziemnych.
Działanie toksyczne polega na porażaniu oddychania komórkowego przez blokowanie oksydazy cytochromowej prowadzące do ciężkiego niedotlenienia. Hamuje też działanie innych enzymów zawierających metale oraz wiąże hemoglobinę, zakłócając transport tlenu. Siarkowodór działa bezpośrednio toksycznie na komórki nerwowe.
Objawy i mechanizm ostrego zatrucia są zbliżone do zatrucia cyjanowodorem. Lżejsze objawiają się drapaniem w gardle, kaszlem, podrażnieniem spojówek, mdłościami i wymiotami. Przy dużych stężeniach przebieg jest gwałtowny – następuje nagłe zatrzymanie oddechu i utrata przytomności. Do śmierci przez uduszenie dochodzi w ciągu kilku minut.
Skutkami długotrwałego narażenia na małe ilości siarkowodoru mogą być bóle i zawroty głowy, łatwe męczenie się, nudności. Często występują zmiany zapalne układu oddechowego.